# La Maîtresse de Ike
 (juillet 2019).
Si vous disposez d'ouvrages ou d'articles de référence ou si vous connaissez des sites web de qualité traitant du thème abordé ici, merci de compléter l'article en donnant les références utiles à sa vérifiabilité et en les liant à la section « Notes et références ».
La Maîtresse de Ike (Miss Teacher Bangs a boy en version originale)  est le dixième épisode de la dixième saison de la série animée South Park, ainsi que le 149e épisode de l'émission.

## Résumé
C'est au tour de Cartman d'être surveillant du couloir d'école. Malgré le conseil de M. Mackey, Cartman va rapidement abuser de son autorité auprès de ses camarades. Il se fait appeler le « Dawg » et s'habille comme Duane Chapman dans l'émission de télé-réalité américaine Dog the Bounty Hunter. Il trouve un morceau de papier dans « son » couloir qui est en fait un dessin que Ike a réalisé de sa professeur de maternelle Mlle Stephenson, dont il semble être amoureux. Cartman intervient brutalement dans la classe de maternelle en demandant que l'on ne jette plus de papier dans son couloir. Mlle Stephenson est très touchée par le dessin de Ike, et finit par avouer à celui-ci qu'elle aussi est amoureuse de lui. Ike et sa professeur deviennent alors amants.
Un jour, alors que Kyle va chercher son frère chez Mlle Stephenson, il les surprend en train de prendre un bain ensemble et découvre la vérité sur leur relation. Quand Kyle essaye de prévenir ses parents, ceux-ci ne comprennent pas ce qu'il essaye de leur dire. Kyle se rend alors à la police pour rapporter les faits. Les policiers ne sont pas du tout choqués par le fait qu'un élève de maternelle ait une relation avec sa professeur, étant donné qu'il s'agit d'une jolie femme. En fait, ils trouvent même cela « Géniaaaal... ». Même les amis de Kyle ne sont pas choqués. Mais quand Cartman apprend que Ike et Mlle Stephenson se retrouvent dans le couloir pour échanger des billets doux et se « rouler des pelles », il décide d'agir car cela va l'encontre du règlement de « son » couloir. Quand il les surprend, il les amène dans le bureau de la principale qui en réfère à la police. Les policiers se voient cette fois dans l'obligation d'arrêter Mlle Stephenson. Elle va alors utiliser ce que Cartman appelle « la défense Mel Gibson » et prétendre qu'elle était en fait sous l'emprise de l'alcool. Elle suit une rapide cure de désintoxication et est libérée.
Elle retourne trouver Ike, et l'enlève pour partir avec lui à Milan. Cartman, furieux que sa proie se soit échappée, monte une équipe pour essayer de rattraper les fugitifs. Kyle se joint à eux pour essayer de convaincre son petit frère de revenir à la maison. Acculés sur le toit Mlle Stephenson et Ike parlent de se suicider s'ils ne peuvent vivre librement leur amour. Mais avant qu'ils ne se jettent dans le vide, Kyle parvient à faire prendre conscience à Ike que sa vie ne fait que commencer. Ce-dernier feint donc de se jeter dans le vide, tandis que Mlle Stephenson tombe réellement du toit!